# فدراسیون فوتبال کامرون
فدراسیون فوتبال کامرون (فرانسوی: Fédération Camerounaise de Football‎) نهاد اداره‌کننده مسابقات فوتبال و فوتسال در کشور کامرون است. این فدراسیون که در سال ۱۹۵۹ تأسیس شده، عضو کنفدراسیون فوتبال آفریقا و فیفا نیز می‌باشد و مقر آن در شهر یائونده است.